# Roberto Rubio
Roberto Rubio (* 9. Februar 1917 in Castillos; † 28. Oktober 2011 in Montevideo) war ein uruguayischer Politiker und Herzchirurg.

## Mediziner
Am 3. Februar 1960 nahm er in Montevideo im Sanatorio No.1 del C.A.S.M.U. gemeinsam mit dem Kardiologen Prof. Orestes Fiandra die weltweit erste erfolgreiche Herzschrittmacherimplantation vor, mit der die zum Operationszeitpunkt 40-jährige Patientin neun Monate überlebte.

## Politiker
Rubio war später auch als Politiker tätig. Er gehörte der Partido Nacional an, zu deren zeitweiligem Vorsitzenden er einstimmig am 23. März 1988 als Nachfolger des verstorbenen Wilson Ferreira Aldunate ernannt wurde. Zudem saß er als stellvertretender Senator in der 42. Legislaturperiode in den folgenden Zeiträumen in der Cámara de Senadores:
- 8. April 1986 – 8. Mai 1986
- 8. August 1986 – 8. September 1986
- 4. Oktober 1988 – 4. November 1988[6]